# Michoacán
Michoacán er en delstat i Mexico. Den grænser mod vest til de mexicanske delstater Colima og Jalisco, mod nord Guanajuato, mod øst delstaten Mexico, mod sydøst Guerrero og mod syd til Stillehavet. 
Delstaten har et areal på 59.864 km². I 2003 var det anslåede indbyggertal 4.047.500. Hovedstaden hedder Morelia.
I Michoacán ligger også de større byer Apatzingán, Ciudad Hidalgo, Jacona, Jiquilpan, La Piedad, Lázaro Cárdenas, Los Reyes, Paracho, Pátzcuaro, Puruándiro, Sahuayo, Uruapan, Zacapú, Zamora og Zitácuaro, foruden de præ-columbianske ruiner Tzintzuntzán.
Byen Aguililla er berømt for sine smukke sommerfugle.